# كاني سي شكره (سقز)
قرية كاني سَي شُكره (بالكردية: کانی سەی شوکرە) هي إحدى القرى التابعة لـتيله کو في ريف قسم زيويه من مقاطعة سقز، في محافظة كردستان الإيرانية.

## السكان
حسب إحصاءات سنة 2006، بلغ إجمالي السكان في كاني سَي شُكره 55 نسمة وعدد المساكن 15 مسكن. لغة سكان كاني سَي شُكره هي اللغة الكردية و هم من أهل السنة والجماعة والمذهب الشافعي.